# Ignaz Frenay

Ignatz Frenay (um 1902 bis 1912)

Karl Maria Ignaz Frenay (* 7. Februar 1858 in Mainz; † 11. Dezember 1912 in Wiesbaden) war ein hessischer Rechtsanwalt und Politiker (Zentrum) sowie Abgeordneter der 2. Kammer der Landstände des Großherzogtums Hessen.

## Leben
Ignaz Frenay war der Sohn des Kaufmanns Karl Christian Frenay und dessen Ehefrau Marie Luise, geborene Eisenhuth. Frenay, der katholischen Glaubens war, heiratete Franziska geborene Meister. Er studierte Rechtswissenschaften in Würzburg, Bonn und Gießen und wurde zum Dr. jur. promoviert. Während seines Studiums wurde er 1876 Mitglied der KDStV Markomannia Würzburg im CV. 1884 bis 1902 arbeitete er als Rechtsanwalt in Mainz.
Von 1896 bis 1910 gehörte er der Zweiten Kammer der Landstände an. Er wurde für den Wahlbezirk Rheinhessen 9/Ober-Ingelheim gewählt. Sein Nachfolger im Landtag wurde Friedrich Wolf.
1903 wurde er vom Stadtrat einstimmig aus 31 Kandidaten zum ersten besoldeten Bürgermeister der Stadt Bensheim gewählt. Bis zu seinem Tod 1912 blieb er Bürgermeister.
In Bensheim ist die Frenaystraße, die die Wormser Straße mit der Schwanheimer Straße verbindet, nach Ignaz Frenay benannt.